# 東方三博士の礼拝 (ペルジーノ、ペルージャ)
『東方三博士の礼拝』（とうほうさんはかせいのれいはい、伊:Adorazione dei Magi）は、イタリアのルネサンス期の画家、ピエトロ・ペルジーノが描いた板上のテンペラ画である。1470–1473年、または1476年ごろに制作された。イタリアのペルージャにあるウンブリア国立絵画館に所蔵されている。
イタリアの美術史家ヴィットーリア・ガリバルディによれば、絵画は、ペルジーノがフィレンツェでの徒弟期間の終了時（1472年） に受けた最初期の依頼作品の一つであるが、作品が1470年代後半に制作されたと見る研究者もいる。本作は、もともとバリオーニ家と関係のあるペルージャのサンタ・マリア・デイ・セルヴィ教会のために描かれたものである。 1543年に同じペルージャのサンタ・マリア・ヌオーヴァ教会に移された。

## 概要
場面は標準的な構図に従っており、右側にキリスト生誕の家があり、左側に来訪者の行列が水平に展開している。背景には、牛とロバの後ろに空気遠近法を使用して描かれた、岩の多い丘陵の風景がある。
聖母マリアは祝福する幼子イエス・キリストを抱いており、後ろには杖を持って立っている聖ヨセフがいる。最長老の王はすでにひざまずいており、他の2人は贈り物を提供している。混雑した行列には、ターバンを持った少年や優雅な姿勢の金髪の青年など、ペルジーノの作品によく見られる人物が含まれている。左端の男性はおそらくペルジーノの自画像である。

## 様式
本作の聖母子像は、ロンドンのコートールド美術研究所にある、1470年代初頭のペルジーノの作品『ガンビアパリーの聖母』を彷彿とさせる 。画面の様式は概ね、ペルジーノが徒弟をしていたヴェロッキオの工房と関連している。後期ゴシック美術の典型的な群衆を形成する人物は、おそらくペルジーノの最も初期の師匠であるフィオレンツォ・ディ・ロレンツォの作品に見られる力強い外見を示している。人物と風景の統合は、黄金比の木などのピエロ・デラ・フランチェスカに触発されている。風景はレオナルド・ダ・ヴィンチの作品に類似している。